# Самулі Міеттінен
Самулі Расмус Міеттінен (фін. Samuli Rasmus Miettinen, нар. 16 червня 2004, Куопіо, Фінляндія) — фінський футболіст, центральний захисник клубу КуПС.

## Ігрова кар'єра

### Клубна
Самулі Міеттінен народився у місті Куопіо і є вихованцем місцевого клубу КуПС. Сезон 2022/23 захисник провів в оренді в Італії, виступаючи за молодіжний склад клубу «Сампдорія».
Після завершення терміну оренди футболіст повернувся до КуПС. У листопаді 2023 року Міеттінен підписав з КуПС контракт до кінця 2025 року. В сезоні 2024 року Міеттінен в складі КУПС виграв чемпіонат Фінляндії і національний кубок.

### Збірна
6 вересня 2024 року Міеттінен дебютував у складі молодіжної збірної Фінляндії.

## Титули
КуПС
 Чемпіон Фінляндії: 2024
 Переможець Кубка Фінляндії (2): 2022, 2024